# ナフタリ族
ナフタリ族(ナフタリぞく)は古代イスラエルの12氏族の一部族である。イスラエル王国分裂後は北イスラエル王国に属した。ヤコブとラケルの女奴隷ビルハの子であり、ヤコブの第6子である。

## 歴史
ナフタリ族は荒野では、ダン族と共に最後列にあり、相続地はダンと一緒に最後に割り当てられた。
ヨシュアによって与えられたナフタリ族の相続地は、アシェル族の東に位置して、ガリラヤ湖の西岸、ヨルダン川までである。南はイッサカル族とゼブルン族に接していた。主な町は、キネレテ、ケデシュなどであった。
イスラエル王国分裂後は北イスラエル王国にナフタリ族は属していた。アッシリヤのティグラト・ピレセル3世が北イスラエル王国を攻撃した時に、ナフタリの町を侵略し、住民は強制移住させられた。
連れ去られたナフタリ族に代わり、アッシリヤ帝国の殖民地の住民が移住した。結果的に、イスラエル人と異邦人の混血が生まれて、異邦人の偶像礼拝の習慣がはびこった。

## ナフタリ族の著名人
- バラク - 旧約聖書(士師記4章)に登場する、イスラエルの英雄。

## 新約聖書
新約聖書では、終末に回復されるイスラエルへの慰めの地として、ゼブルン族とナフタリ族が挙げられている。ナフタリ族とゼブルン族の地は後に、ガリラヤと呼ばれるようになり、イエス・キリストが幼少期に移住して、少年時代をすごす事になった。ナフタリとゼブルンの両部族の境にイエスが宣教活動の拠点にしたカペナウムが位置した。ヨハネの黙示録7章において、終末に額に印を押される民にナフタリ族も含まれている。